# Плыткевич, Сергей Михайлович
Сергей Михайлович Плыткевич (бел. Сяргей Міхайлавіч Плыткевіч, род. 7 августа 1963, Ванюжичи, Петриковский район (Гомельская область)) — белорусский фотограф, журналист и издатель. Известен своими фотографиями белорусской природы.

## Биография
Родился 7 августа 1963 года в деревне Ванюжичи. С детства увлекался фотографией . Проходил обучение в Полоцком лесном техникуме, который окончил с красным дипломом. Затем обучался на факультете журналистики в БГУ.
После службы в армии сотрудничал с различными периодическими изданиями в качестве журналиста и фотографа . Работал в газетах «Белорусский университет», «Чырвоная змена», «Праца» (теперь — «Беларускі час»), «Народная газета». Снимал, среди прочего, последствия аварии на Чернобыльской АЭС, участников масштабных конфликтов в Вильнюсе и Нагорном Карабахе, Тбилиси, Боснии и Герцеговине.
В 1994 году стал соучредителем и редактором частной туристической газеты «Туризм и отдых» .
Издавал журналы "Фотомагия", "Дикая природа", "Детская площадка" .
Плыткевич является директором Международного фонда поддержки дикой природы «Красный бор», основателем сайта planetabelarus.by и издательства «Рифтур», директором республиканского фонда развития туризма и поддержки дикой природы «Планета без границ».
В 2017 году стал главным героем документального фильма «Сяргей Плыткевіч — чалавек з фотаапаратам» киностудии «Беларусьфильм» .
Состоит в браке с редактором Натальей Плыткевич.

## Творчество
На начальных этапах работы в качестве сотрудника СМИ, Плыткевич снял множество кадров, показывающих важные политические и военные события.
Позднее стал широко известен как автор снимков, запечатлевших дикую природу Беларуси.
Персональные выставки проходили в Москве, Вроцлаве, Познани, Белостоке, Вильнюсе, Таураге, а также в Минске, Гомеле, Гродно, Полоцке и других городах Беларуси .
По словам самого фотографа, он является автором более двухсот различных фотоальбомов. Представлял, в частности, альбомы «Мая Беларусь», «Беларуская экзотыка», «Дикая жизнь в центре Европы», «Ад Полацка пачаўся свет», «Нечаканая Беларусь», «Заповедная Беларусь», «Красноборская пуща».